# Cryptospiza reichenovii
La estrilda de Reichenow (Cryptospiza reichenovii) es una especie de ave paseriforme de la familia Estrildidae que habita en África oriental. Se ha estimado que la extensión de su hábitat es de 390.000 km².
Se puede encontrar en Angola, Burundi, Camerún, República Democrática del Congo, Malaui, Mozambique, Níger, Nigeria, Ruanda, Tanzania, Uganda, Zambia y Zimbabue. 